# Eupithecia manniaria
Eupithecia manniaria är en fjärilsart som beskrevs av Herrich-Schäffer 1848. Eupithecia manniaria ingår i släktet Eupithecia och familjen mätare. Inga underarter finns listade i Catalogue of Life.